# Ley orgánica constitucional
La ley orgánica constitucional es una ley de categoría especial del ordenamiento jurídico chileno, establecida por la Constitución, que versa sobre materias expresamente previstas en el mismo texto constitucional y que requieren para ser aprobadas, modificadas o derogadas cuatro séptimos (57%) de los diputados y senadores en ejercicio. Son objeto de control preventivo de constitucionalidad obligatorio ante el Tribunal Constitucional y no pueden ser objeto de delegación de facultades legislativas.
Esta clase de legislación está inspirada en la Ley Orgánica de la Constitución francesa de 1958 y se le considera directamente complementaria de la normativa constitucional.

## Materias de ley orgánica constitucional
Las materias que la Constitución confía a leyes orgánicas constitucionales son las siguientes:
- Sistema electoral público: organización y funcionamiento, la forma en que se realizarán los procesos electorales y plebiscitarios, los casos en que existe una infracción grave a las normas sobre transparencia, límites y control del gasto electoral (artículos 18, 26, 47, 49, 60 111, 113 y 125 de la Constitución).

- Enseñanza: requisitos mínimos que deben exigirse en cada uno de los niveles de la enseñanza básica y media, y las normas objetivas, de general aplicación, que permitan al Estado velar por su cumplimiento, y los requisitos para el reconocimiento oficial de los establecimientos educacionales de todo nivel (artículo 19 N.º 11 de la Constitución).

- Partidos políticos: sistema de elecciones primarias, demás materias que les conciernan a los partidos políticos y las sanciones por el incumplimiento de sus preceptos, incluida la disolución.

- Concesiones mineras: sustancias, exceptuados los hidrocarburos líquidos o gaseosos, que pueden ser objeto de concesiones de exploración o de explotación, derechos y obligaciones de los concesionarios (artículo 19 N.º 24 de la Constitución).

- Bases generales de la Administración del Estado: organización básica de la Administración Pública, garantía de la carrera funcionaria y principios de carácter técnico y profesional en que deba fundarse, e igualdad de oportunidades de ingreso a ella como la capacitación y el perfeccionamiento de sus integrantes (artículo 38 de la Constitución).

- Estados de excepción: su declaración y la aplicación de las medidas legales y administrativas que procediera adoptar bajo aquellos, en lo estrictamente necesario para el pronto restablecimiento de la normalidad constitucional, sin afectar las competencias y el funcionamiento de los órganos constitucionales ni los derechos e inmunidades de sus respectivos titulares (artículo 44 de la Constitución).

- Congreso Nacional (artículo 52 N.º 1 letra c), y N.º 2 letra e), 54 N.º 2, 55, 74 y 128).

- Poder Judicial: organización y atribuciones de los tribunales que fueren necesarios para la pronta y cumplida administración de justicia en todo el territorio de la República (artículo 77, 78, 82, 88 y 91 de la Constitución).

- Ministerio Público: organización y atribuciones, calidades y requisitos que deberán tener y cumplir los fiscales para su nombramiento y las causales de remoción de los fiscales adjuntos, grado de independencia y autonomía y la responsabilidad que tendrán los fiscales en la dirección de la investigación y en el ejercicio de la acción penal pública, en los casos que tengan a su cargo (artículo 84 de la Constitución).

- Tribunal Constitucional: organización, funcionamiento, procedimientos y planta, régimen de remuneraciones y estatuto del personal (artículo 92 y 93 de la Constitución).

- Servicio Electoral: organización y atribuciones (artículo 94 bis de la Constitución).

- Tribunal Calificador de Elecciones: organización y funcionamiento (artículo 95 de la Constitución).

- Contraloría General de la República: organización, funcionamiento y atribuciones (artículo 98 de la Constitución).

- Fuerzas Armadas y Carabineros (artículo 101 y 105 de la Constitución).

- Banco Central: organización, funciones y atribuciones (artículo 108 de la Constitución).

- Creación, supresión y denominación de regiones, provincias y comunas; la modificación de sus límites, así como la fijación de las capitales de las regiones y provincias (artículo 110 de la Constitución).

- Gobernadores regionales: funciones y atribuciones, causales de inhabilidad, incompatibilidad, subrogación, cesación y vacancia del cargo (artículo 111 y 125 de la Constitución).

- Consejos regionales: atribuciones y ejercicio de las funciones de los consejos regionales, inhabilidades, incompatibilidades, incapacidades u otras causales de cesación en el cargo de consejero regional, y funciones y atribuciones del presidente del consejo regional (artículo 113 y 125 de la Constitución).

- Forma y modo en que el presidente de la República transferirá a uno o más gobiernos regionales, en carácter temporal o definitivo, una o más competencias de los ministerios y servicios públicos creados para el cumplimiento de la función administrativa, en materias de ordenamiento territorial, fomento de las actividades productivas y desarrollo social y cultural (artículo 114 de la Constitución).

- Normas generales que regularán la suscripción, ejecución y exigibilidad de los convenios anuales o plurianuales de programación de inversión pública entre gobiernos regionales, entre estos y uno o más ministerios o entre gobiernos regionales y municipalidades (artículo 115 de la Constitución.

- Municipalidades: funciones y atribuciones de la municipalidades, órganos o unidades, modalidades y formas que deberá asumir la participación de la comunidad local en las actividades municipales, las asociaciones de municipalidades, la elección del concejo municipal, organización y funcionamiento del concejo y las materias en que la consulta del alcalde será obligatoria, y cesación en los cargos de alcalde y concejal (artículo 118, 119, 121 y 125 de la Constitución).

- Administración transitoria de las comunas que se creen, el procedimiento de instalación de las nuevas municipalidades, de traspaso del personal municipal y de los servicios y los resguardos necesarios para cautelar el uso y disposición de los bienes que se encuentren situados en los territorios de las nuevas comunas, y procedimientos que deberán observarse en caso de supresión o fusión de una o más comunas (artículo 120 de la Constitución).

- Fondo común municipal: mecanismo de redistribución solidaria de los ingresos propios entre las municipalidades del país con la denominación de fondo común municipal (artículo 122 de la Constitución).

- Administración de las áreas metropolitanas, y las condiciones y formalidades que permitan conferir dicha calidad a determinados territorios (artículo 123 de la Constitución).

- Estatutos especiales de los territorios especiales correspondientes a Isla de Pascua y al Archipiélago Juan Fernández (artículo 126 bis de la Constitución).